# Pape (métro de Toronto)
Pour les articles homonymes, voir Pape (homonymie).
Pape est une station de la ligne 2 Bloor-Danforth du métro de Toronto. Elle a ouvert ses portes en 1966 et est située au Greektown à l'angle de Danforth Avenue, Pape Avenue et Lipton Avenue, l'ancien terminus de tramway Lipton.

## Situation sur le réseau

Plan du métro de Toronto (2023)

Établie en souterrain, la station Pape de la ligne 2 Bloor-Danforth, est située entre la station Chester, en direction du terminus ouest Kipling, et la station Donlands en direction du terminus est Kennedy,.

## Histoire
La station Pape était autrefois le site de la boucle de tramway Lipton, qui a ouvert en 1927 comme terminus de l'ancien tramway Harbord, qui descendait vers le sud sur Pape pour aller au centre-ville. La boucle desservait également la ligne de bus 56 Leaside, qui desservait le quartier de Leaside. Plus tard, la ligne 56 a été déviée pour desservir la station Donlands.
La station Pape est mise en service le 25 février 1966, lors de l'ouverture à l'exploitation de la section centrale de la ligne, entre les stations Keele et Woodbine.
Pape a été la première station à être rénovée dans le cadre d'un nouveau programme de modernisation, qui vise à mettre à jour les aspects visuels, de sécurité et d'infrastructure de nombreuses stations vieillissantes. Les rénovations comprendraient l'ajout d'une seconde entrée, l'installation d'ascenseurs et d'art public, la rénovation des murs des quais, la mise à niveau de l'éclairage, ainsi que l'amélioration de la ventilation et des systèmes de sécurité incendie.
Le projet devait commencer en 2008, mais en raison de retards, l'entrepreneur n'a pas commencé les travaux sur le site avant le 28 septembre 2009. Les travaux ont duré jusqu'en 2013. Au printemps de cette année, il était estimé que les rénovations seraient terminées en décembre. En avril, la TTC a annoncé une enquête d'opinion qui donnait aux clients trois options : continuer selon le calendrier actuel, accélérer les rénovations de trois mois en fermant la station pendant six fins de semaine consécutives, ou accélérer les rénovations en fermant la station pendant 12 jours consécutifs. Les résultats ont montré que la majorité préférait la troisième option. La TTC a annoncé que la fermeture aurait lieu du 19 au 30 août. La fermeture était initialement prévue du 15 au 26 juin, mais une grève de la Guilde des carreaux de terrazo et du marbre de l'Ontario a nécessité de reporter la fermeture jusqu'à ce que le conflit de travail soit résolu.
Les ascenseurs sont devenus opérationnels le 31 octobre 2013, rendant la station entièrement accessible, et le 15 janvier 2014, le nouveau bâtiment de la deuxième sortie a été ouvert.

## Services aux voyageurs

### Accès et accueil
Elle dispose de deux accès, celui de l'avenue Pape, à proximité du croisement avec l'avenue Lipton, et accessible au personnes à la mobilité réduite et celui de l'avenue Lipton, à proximité du croisement entre les avenues Danforth et Eaton, accessible uniquement par un escalier. Elle dispose de trois niveaux : le premier est au même niveau que la rue il dispose des systèmes d'achats de billets et de contrôle, il est relié par escaliers et ascenseur au niveau 2 intermédiaire, un hall disposant d'escaliers, escalator et ascenseur pour accéder aux deux quais latéraux du niveau 3.

### Desserte
Les horaires d'ouverture de la station sont ordinairement de 5 h 45 à 2 h 05 en semaine et les samedis et jours fériés et de 8 h. à 2 h 05 les dimanches.

Installations et desserte
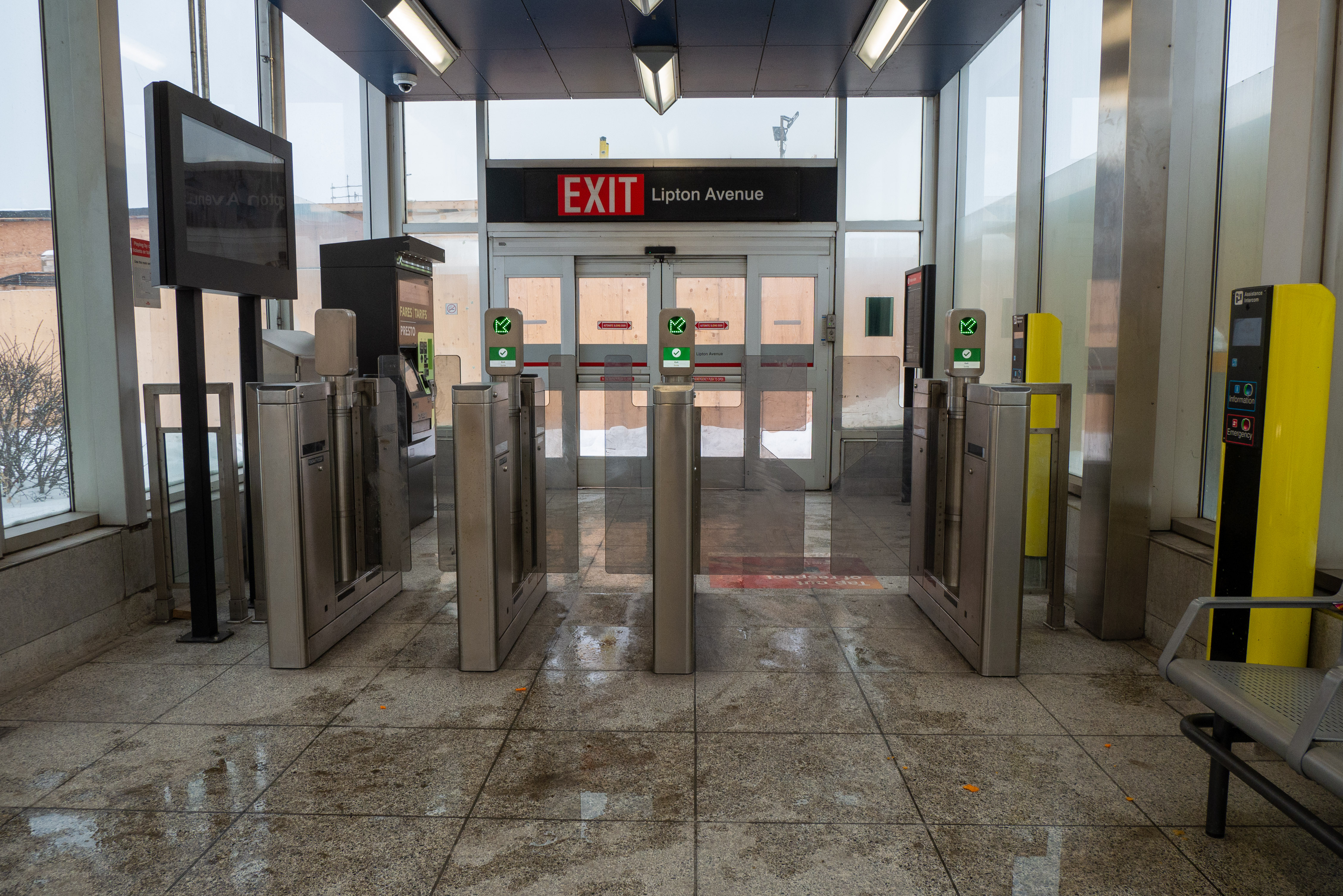
Les barrières tarifaires
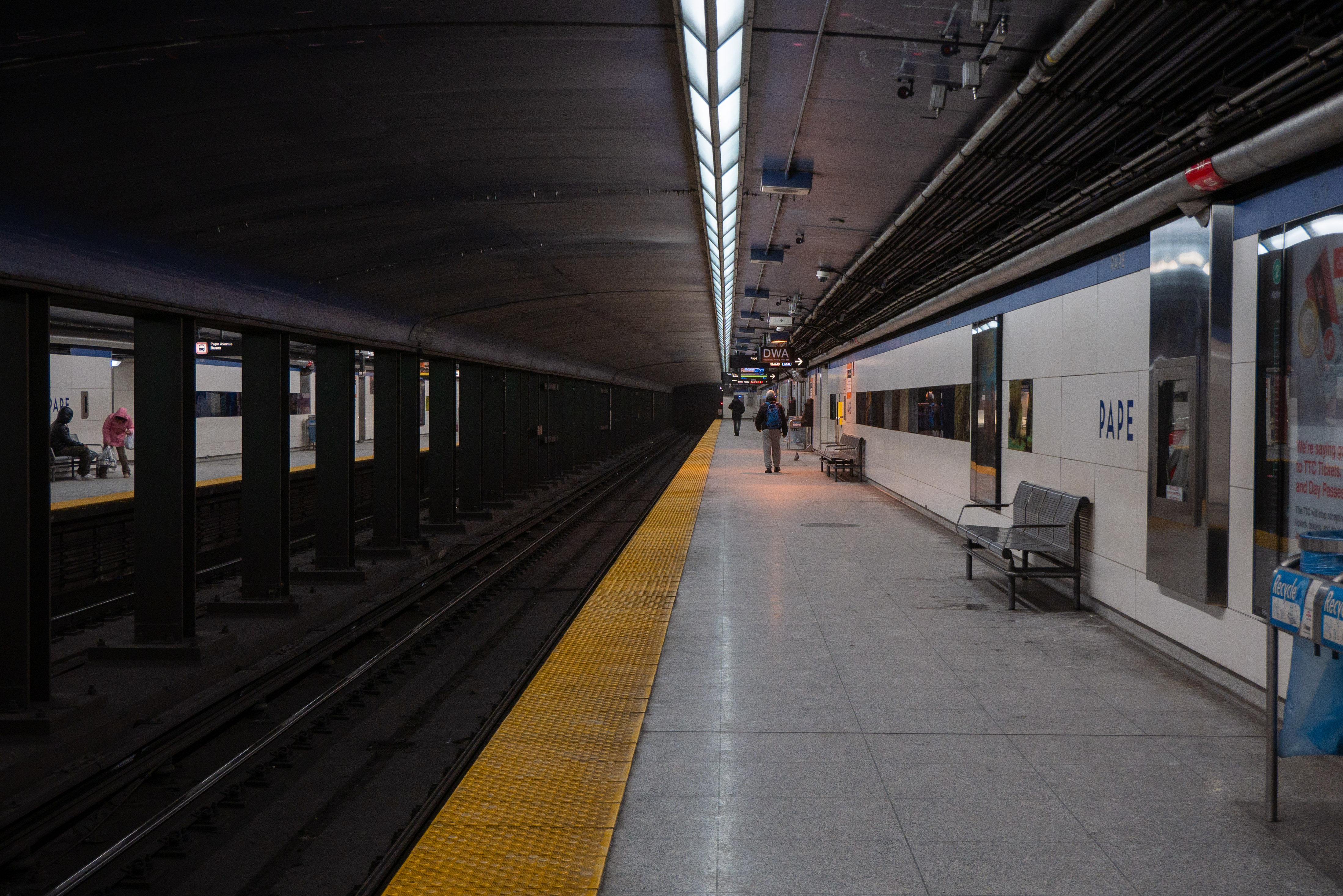
La plateforme

### Intermodalité
La station est normalement desservie par les lignes de bus 25 Don Mills, 72 Pape, 81 Thorncliffe Park et 925 Don Mills Express, ainsi que la ligne de nuit 325 Don Mills. Pendant la fermeture du terminus d'autobus liée à la construction de la ligne Ontario, le service de transport adapté Wheel-Trans, ainsi que les lignes de bus 72A et 72C sont les seules lignes desservant la station Pape sur la rue. Les lignes 25 Don Mills et 925 Don Mills Express sont déroutées vers la station Broadview. Les lignes 72B Pape et 81 Thorncliffe Park sont suspendues, pendant que les 72A et 72C Pape sont prolongées vers le nord jusqu'à Thorncliffe Park pour remplacer la ligne 81, continuant ainsi à desservir la station.

## Projet
La Commission de transport de Toronto a longtemps envisagé la construction de la « Relief Line » (ligne de soulagement), reliant la boucle sud de la ligne 1 Yonge-University à l'aile est de la ligne 2 Bloor-Danforth. Le trajet privilégié de cette ligne de métro va de la station Pape à Osgoode. Des prolongements futurs à l'ouest d'Osgoode et au nord de Pape feraient de Pape l'un des principaux pôles de transport collectif de Toronto.
Auparavant, l'ancien maire David Miller avait proposé le plan « Transit City », dont une partie décrivait la ligne de tramway Don Mills, qui suivrait Don Mills Road entre les stations Don Mills et Pape. Tout comme de nombreuses propositions de ce plan, le tramway Don Mills a été abandonné par le maire suivant, Rob Ford.
En septembre 2019, le gouvernement de l'Ontario a annoncé un plan pour la ligne Ontario, successeur de la Relief Line. La ligne relie le Parc des expositions de Toronto, les stations de métro Osgoode et Queen, la future gare GO d'East Harbour située juste à l'est de la rivière Don et au nord du Lake Shore Boulevard, la station Pape, ainsi que la future station Science Centre située à l'angle d'Eglinton Avenue et de Don Mills Road.
La construction de la ligne Ontario a débuté le 27 mars 2022. Dans le cadre de la construction, la station Pape est affectée par des modifications de service et des perturbations. Du 31 mars au 11 mai 2024, le terminus d'autobus de la station Pape a été partiellement fermé pour des travaux de démolition sur le côté est du auvent des quais de bus, en préparation pour la construction. Durant la seconde phase, le terminus d'autobus est entièrement fermé pour des travaux majeurs du 12 mai jusqu'à l'automne 2024.

## À proximité
- Greektown (Toronto)